# 基西拉
基西拉（希臘語：Κύθηρα）是希腊阿提卡大區岛屿专区的市镇，行政中心为基西拉村（又称霍拉）。市镇面积为300.0平方公里，2021年人口数量为3,644人。
此市镇包括基西拉岛和安迪基西拉岛。现今的市镇设立于2011年地方政府改革中，由原两个市镇（基西拉和安迪基西拉）合并而成，原市镇则成为此市镇的两个市区。